# Bishōnen
Bishōnen (美少年? lett. "bel ragazzo") indica un canone estetico di bellezza maschile tipicamente giapponese. Il prefisso bi (美?) si riferisce specificamente alla bellezza femminile, bijin (美人? lett. "bella persona") a una bella donna.

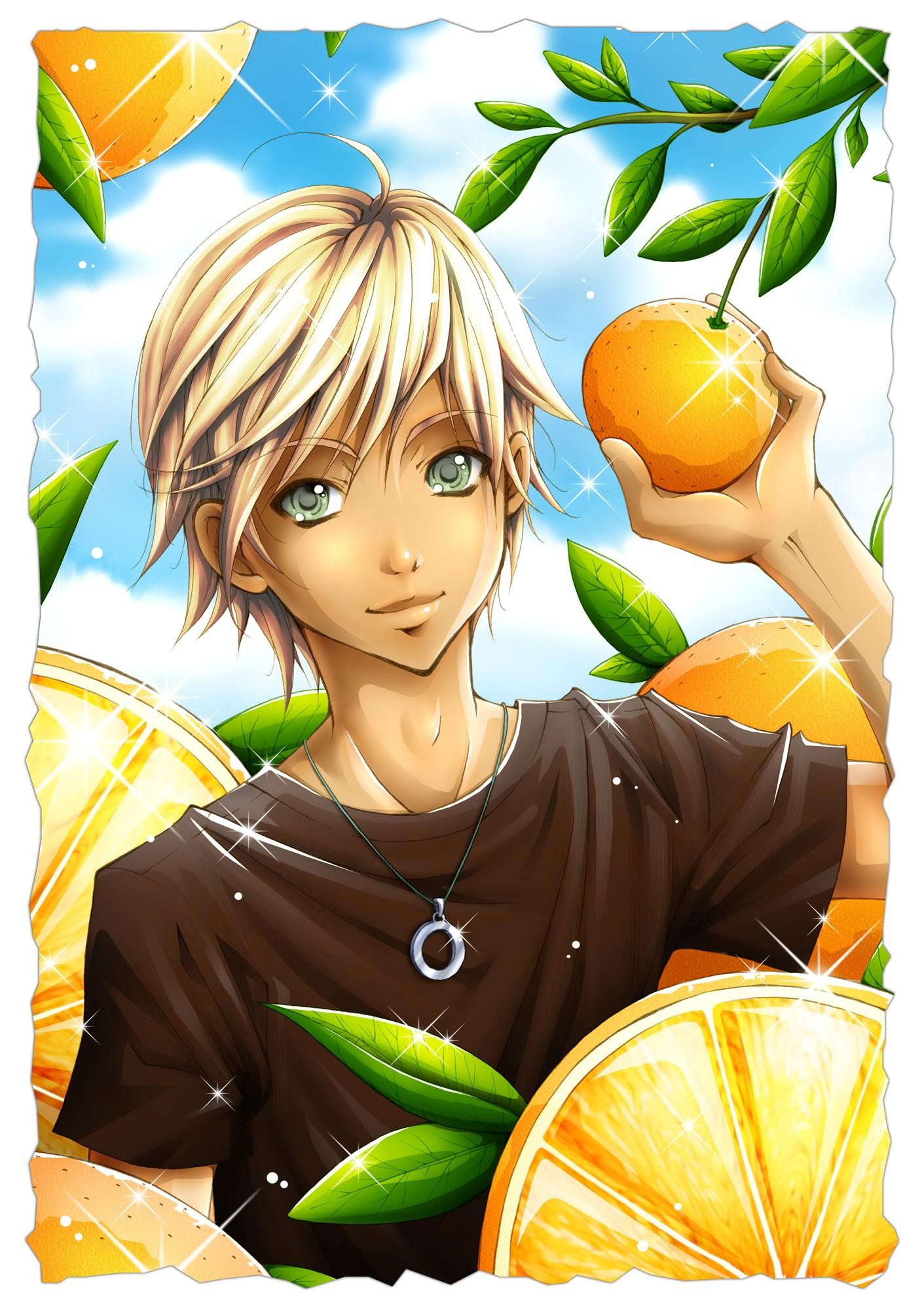
Un ragazzo bishōnen

Il bishōnen può essere inteso in più di un modo:
- ragazzo magro e non molto muscoloso, con un mento affusolato e un'apparenza effeminata o androgina. Incarna l'ideale del giovane amante omosessuale;
- alcuni appassionati occidentali utilizzano questo termine per riferirsi a qualsiasi bel personaggio maschile, nonostante quest'uso (letteralmente parlando) sia impreciso.

Viene ritratto negli anime e nei manga, specialmente in shōjo, shōnen'ai e yaoi. Il termine equivalente per indicare una ragazza molto bella è bishōjo.

## Storia
Il Giappone ha una tradizione di dongiovanni piuttosto femminei, il gusto per il travestitismo e l'ambiguità. Benché negli anni novanta questo fenomeno sociale si potesse notare nelle strade di Shibuya, nasce dal teatro kabuki e takarazuka, dove gli onnagata sono gli attori maschi che interpretano ruoli femminili. Non cercano d'interpretare una donna, ma concepiscono e portano in scena versioni idealizzate della donna. Gli onnagata, allevati fin da piccoli a raggiungere il massimo livello di femminilità e grazia, ben presto vanno conquistando popolarità. 
Nel teatro takarazuka sono frequenti le ambientazioni esotiche, i costumi sgargianti, l'ambiguità, le trame romantiche e melodrammatiche. Le otokoyaku sono le attrici che interpretano personaggi maschili: nel teatro takarazuka, poiché per la prima volta possono interpretare ruoli che normalmente sono loro negati, immaginano nuove versioni della mascolinità. Queste nuove figure maschili, rispetto a quelle esistenti, sono molto più dolci e romantiche. Da allora, l'immagine di questi nuovi modelli maschili, divenuti molto più graziosi, fluiscono nei manga. 
Il tema del travestitismo finirà per diventare un tema diffuso dei manga per ragazze (ad esempio La principessa Zaffiro o Lady Oscar). Anche i graziosi co-protagonisti diventano molto popolari: sono persone timide, effeminate e costantemente imbarazzate. Ci sono comunque altri tipi di giovani carini: nelle ambientazioni fantasy, nei panni di samurai o guerrieri magici, si battono in duello senza nascondere debolezze e sentimenti, facendo innamorare le lettrici.

### Dōjinshi
Nelle dōjinshi vengono spesso ritratti bishōnen, i cui sentimenti sono usualmente al centro dell'attenzione. Spesso sono protagonisti di dōjinshi yaoi: per questo, il nome di tali opere è bishōnen ai e shōnen'ai (letteralmente «amore fra bei ragazzi» e «amore fra ragazzi»).

### Il bishōnen androgino
A poco a poco, anche i ragazzi si sentono attratti verso la sfera femminile (o maschile): intenzionati ad assomigliare all'immagine dei bei ragazzi dei manga, iniziano a truccarsi, vestirsi come bambole e depilarsi.
Questo look androgino emerge verso la fine degli anni ottanta: nasce il Visual-Kei, genere in cui si enfatizza il look e l'aspetto esteriore (fattore molto importante, nello spettacolo). Una caratteristica di queste band è che sono formate da soli uomini. Inoltre, truccandosi in modo sgargiante e indossando abiti vistosi assumono un aspetto androgino. Tale stile viene adottato pure dagli idol. Essi sono portatori della purezza infantile e di una bellezza atemporale. Col passare del tempo, altri stili nascono, e si modificano velocemente i modelli dei giovani. Ma questi ragazzi carini riempiono tuttora le pagine web, facendo sognare i giovani.